# Philipp Martin
Philipp Martin (* 1984) ist ein deutscher Jazz- und Popmusiker (Kontrabass, Komposition).

## Leben und Wirken
Philipp Martin stammt aus Weimar und hat auch in seiner Heimatstadt Bass studiert. Anschließend absolvierte er den Masterstudiengang Jazzkomposition in Dresden. Ab den späten 2000er-Jahren arbeitete er in der deutschen Jazz- und Popszene u. a. in den Formationen Alin Coen Band, Brennente, The Cloche und Mr. Bugslow (mit Christian Kohlhaas, David Schwarz und Jörg Wähner). Gegenwärtig (2018) spielt er in der Band Holzig um Hans Arnold und Christoph Möckel.

## Diskographische Hinweise
- Alin Coen Band: Wer Bist Du? (2010)
- The Cloche: Telescope (Unit Records  2017), u. a. mit Josefine Andronic, Elisabeth Coudoux, Johannes Dittmar, Rahel Hutter, Clemens Pötzsch, Fabian Stevens